# Otto Gmelin
Otto Gmelin, född 17 september 1886 i Karlsruhe, 22 november 1940 i Bensberg i Bergisch Gladbach, var en tysk författare.
Otto Gmelin, som utbildade sig till lärare, gjorde sig känd som författare av historiska romaner, bland annat Dschingis Khan, der Herr der Erde (1925), Das Angesicht des Kaisers (1927), Das neue Reich. Roman der Völkerwanderung (1930) och Der Ruf zum Reich (1936). Bland Gmelins övriga arbeten märks Das Mädchen von Zacatlan (1931), en kärleksroman från Mexiko, Sommer mit Cordelia (1932), noveller och Das Haus der Träume (1937), en roman med motiv från barndomen. Gmelin anslöt sig till nationalsocialismen.